# Latest Record Project, Volume 1
Latest Record Project, Volume 1 è il quarantaduesimo album in studio del cantautore britannico Van Morrison, pubblicato nel 2021.

## Tracce

### Disco 1
Testi e musiche di Van Morrison.
1. Latest Record Project – 5:06
2. Where Have All the Rebels Gone? – 4:13
3. Psychoanalysts' Ball – 5:17
4. No Good Deed Goes Unpunished – 3:08
5. Tried to Do the Right Thing – 4:42
6. The Long Con – 6:59
7. Thank God for the Blues – 5:01
8. Big Lie – 3:41
9. A Few Bars Early – 4:52
10. It Hurts Me Too – 3:03
11. Only a Song – 4:00
12. Diabolic Pressure – 5:27
13. Deadbeat Saturday Night – 3:13
14. Blue Funk – 4:21

### Disco 2
Testi e musiche di Van Morrison.
1. Double Agent – 4:52
2. Double Bind – 5:23
3. Love Should Come with a Warning – 4:03
4. Breaking the Spell – 3:28
5. Up County Down – 4:54
6. Duper's Delight – 6:12
7. My Time After a While – 6:15
8. He's Not the Kingpin – 4:07
9. Mistaken Identity – 4:26
10. Stop Bitching, Do Something – 5:06
11. Western Man – 3:32
12. They Own the Media – 3:12
13. Why Are You on Facebook? – 4:55
14. Jealousy – 4:16